# La Laguna

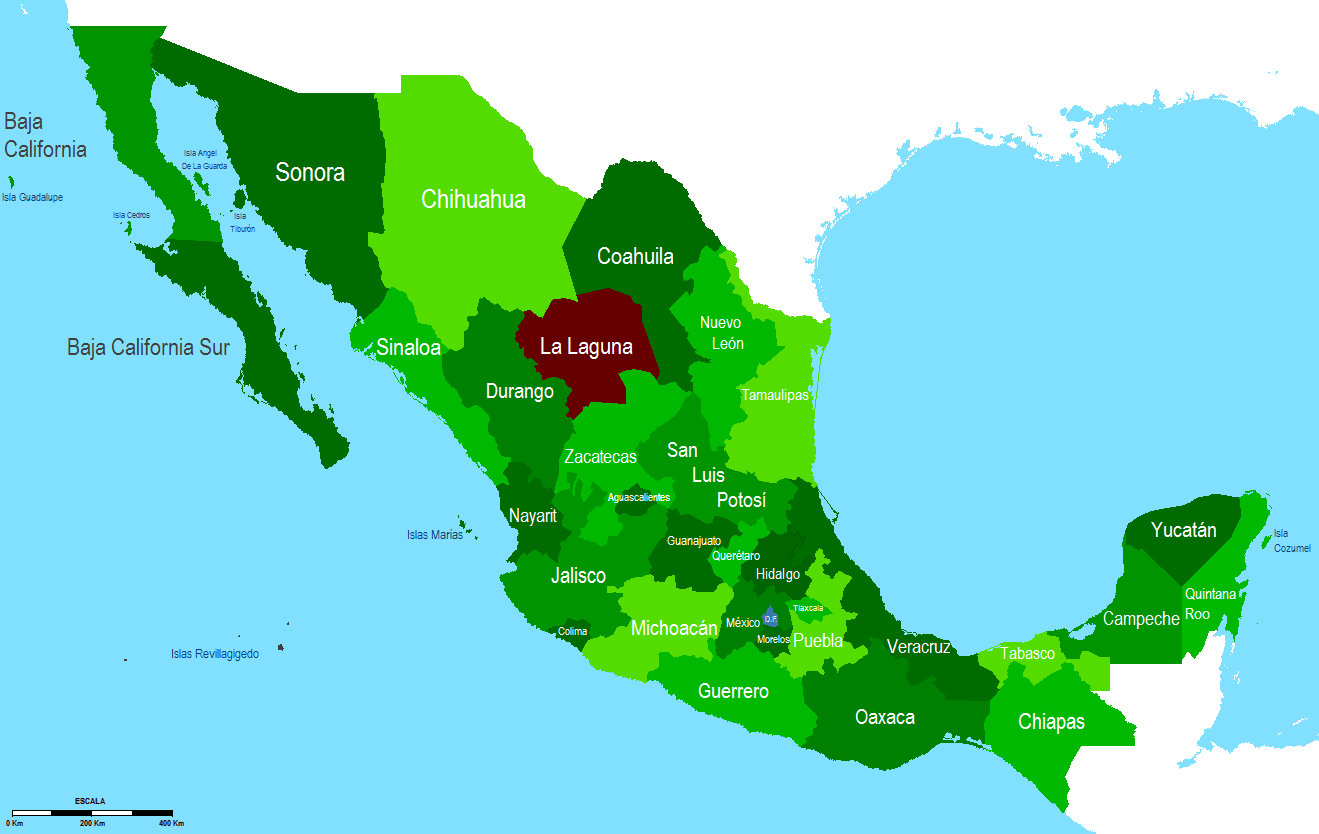
La Laguna binnen Mexico

La Laguna of de Comarca Lagunera is een regio in de Mexicaanse deelstaten Coahuila en Durango rond de steden Torreón. Gómez Palacio en Lerdo. La Laguna is met 1.249.442 inwoners de negende agglomeratie van Mexico qua grootte.
Onder La Laguna vallen 15 gemeentes, 5 in Coahuila en 10 in Durango, die samen een oppervlakte hebben van 44,887 km². La Laguna wordt gevormd door een vallei in het zuidelijk deel van de Bolsón de Mapimí in een zeer vruchtbaar gebied. De stedelijke groei is tot stand gekomen nadat eind negentiende eeuw Torreón een belangrijk spoorwegknooppunt te maken. Af en toe gaan er stemmen op om het gebied af te scheiden van Durango en Coahuila en van La Laguna de 32e staat van Mexico te maken.
De luchthaven van het gebied is de Internationale Luchthaven Francisco Sarabia